# Bibliotheek van het Grootseminarie Brugge
De bibliotheek van het Grootseminarie van Brugge is een wetenschappelijke bibliotheek, met een omvangrijke erfgoedcollectie en een hedendaagse collectie.

## Beschrijving

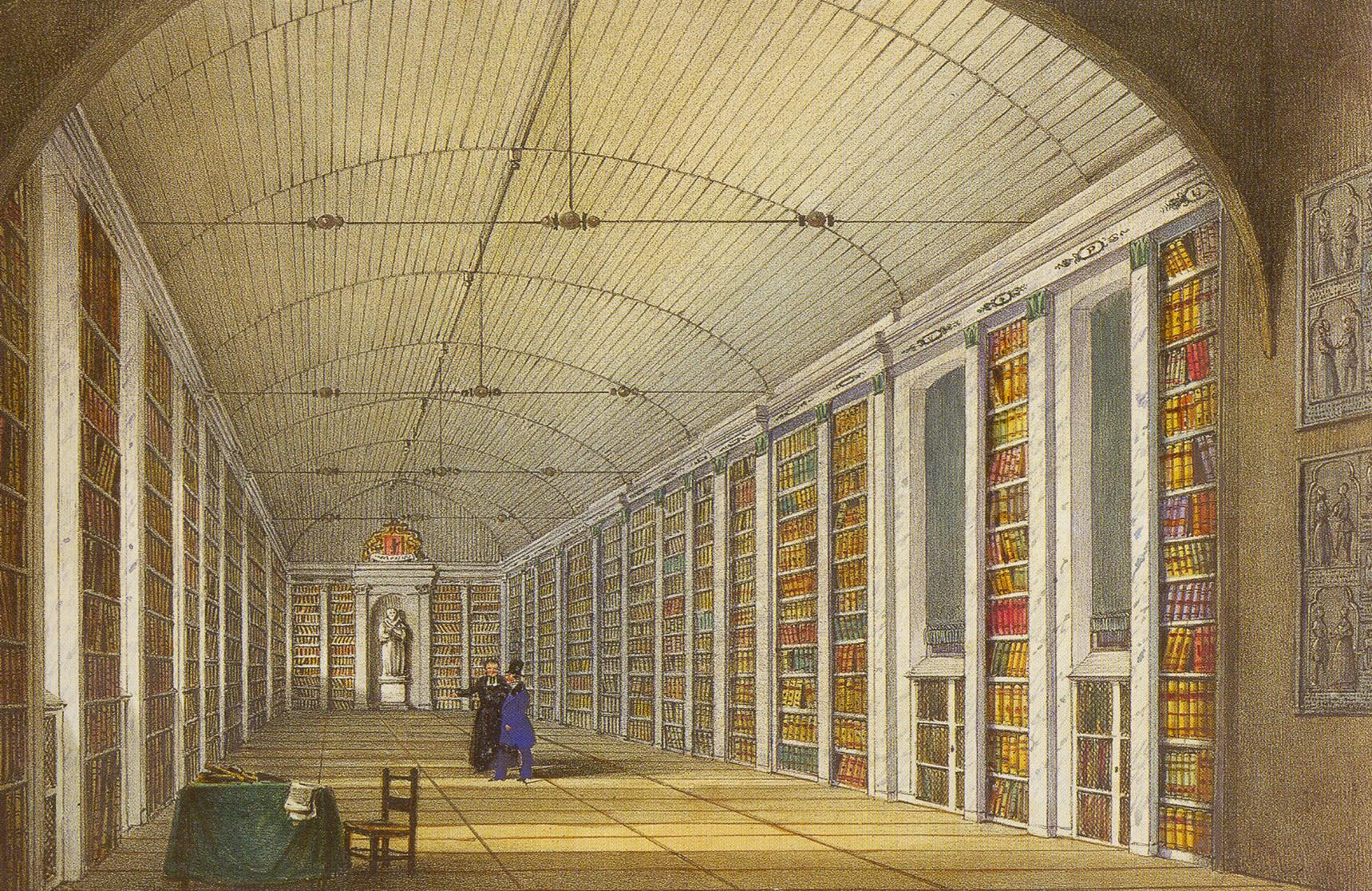
Interieur van de bibliotheek van het Grootseminarie in 1837 (ingekleurde lithografie door H. Borremans, uit: O. Delepierre, Album pittoresque, Brugge, 1837)

Het Grootseminarie beschikt over een gespecialiseerde bibliotheek van meer dan 220.000 banden en 180 lopende tijdschriften.
Naast een rijke collectie incunabelen en oude drukken is de bibliotheek actief in dienst van het Grootseminarie als diocesaan studie- en vormingscentrum. Zij staat open voor al wie zich wil verdiepen in filosofie, bijbel en theologie, christelijk geloof, spiritualiteit, kerkelijk recht, andere wereldgodsdiensten, (kerk-)historisch onderzoek, enz.
De bibliotheek betrekt verschillende ruimten in de gebouwen van de voormalige abdij Ten Duinen. In de ruime leeszaal op de eerste verdieping staan de naslagwerken alsook opzoekinstrumenten (steekkaartenbakken en computerterminal) opgesteld. In die leeszaal hangen de portretten van twee Brugse bisschoppen, Hendrik Jozef van Susteren (van 1716 tot 1742) en Joannes Baptista Malou (van 1848 tot 1864). De bibliotheken van deze beide bisschoppen vormen - samen met een gedeelte van de boeken uit de oude Bibliotheca Dunensis - de kern van de oude collectie.
Van Susteren die de leiding van het bisdom op zich nam nadat de zetel vele jaren vacant was, richtte veel van zijn inspanningen op het door hem opgerichte seminarie en op de opleiding van priesters. Hij zorgde hierbij voor een ruime bibliotheek, die in feite zijn persoonlijke boekenverzameling was. Tijdens de Franse Revolutie ontsnapte de bibliotheek aan confiscatie. In 1833 kon ook nog hetgeen van de bibliotheek van de Duinenabdij in privéhanden was overgebleven, door bisschop René Boussen voor het seminarie worden aangekocht.
Voor hij bisschop van Brugge werd, was Malou hoogleraar en bibliothecaris in Leuven. Daar legde hij de grondslag voor zijn eigen bibliotheek, parallel met zijn activiteiten voor de opbouw van een nieuwe universiteitsbibliotheek. Met karrenvrachten werd zijn persoonlijk boekenbezit naar Brugge overgebracht. Pas een eeuw later zouden de boeken van het bisschoppelijk paleis naar het Grootseminarie verhuizen.
Na deze bisschoppen heeft de bibliotheek nog aanwinsten gekend door schenkingen uit de nalatenschappen van onder meer de kanunniken Emile Rembry, Arthur De Schrevel, Henri Rommel, bisschop Kamiel Callewaert en de historicus Egied I. Strubbe.
Op de eerste verdieping van het Grootseminarie geeft een deur toegang tot het boekenmagazijn. Deze grote ruimte werd reeds ten tijde van de Duinenabdij geconcipieerd als bibliotheek. Rond 1950 werd deze oude bibliotheekzaal omgevormd tot wat men toen als een functionele ruimte bestempelde, in twee verdiepingen. Hierdoor ging onder meer het historisch tongewelf verloren - op één boog na die zichtbaar is gebleven.
Het moderne beheer van de boekencollectie werd er wel door vergemakkelijkt. Een gedenksteen uit 1955, naast de toegangsdeur, markeert deze gebeurtenis. In de leeszaal hangt een afbeelding van de oude inrichting uit 1837.

## Handschriften
De bibliotheek van het Grootseminarie bezit een merkwaardige verzameling middeleeuwse handschriften, vaak met miniaturen geïllustreerd. Ze behoren in grote mate tot een eeuwenoud erfgoed dat teruggaat op de librijen van de twee abdijen Ten Duinen en Ter Doest.
Een van de oudste werken, een codex met commentaren van de heilige Augustinus op de psalmen, in vier volumes, dateert uit ongeveer 1200, verlucht met sierbladzijden en gedecoreerde aanvangsletters.
Verschillende werken behoren tot de essentiële voorbeelden van de Vlaamse miniatuurkunst en boekproductie van de 12de tot 15de eeuw.

## Incunabelen
De collectie incunabelen is aanzienlijk: 262 titels, waaronder 13 Noord- en Zuid-Nederlandse drukken (uit Antwerpen, Deventer, Zwolle). De overige drukken komen uit gans Europa, onder meer Venetië, Straatsburg, Keulen, Neurenberg, Bazel, Parijs, Leipzig, Firenze en nog talrijke andere plaatsen. Samen vormen ze een van de belangrijkste verzamelingen van wiegedrukken in België.
Ze bevat een Latijnse uitgave van de Bijbel afkomstig uit de bibliotheek van de Duinenabdij. Het werk is in vier boekdelen en behoorde toe aan abt Johannes Crabbe (1457-1488). Het werd in 1481 gedrukt in Bazel. We vinden er de Bijbeltekst met glossen door monnik Walafried Strabo (ca. 808-849) en interlinearia van Anselmus van Laon (1040-1117). De openingspagina doet nog geheel denken aan de klassieke handgeschreven manuscripten met o.a. de verluchte initiaal met portret en wapen van de opdrachtgever, Johannes Crabbe, in een randdecor.

## Postincunabelen
De bibliotheek bezit meer dan 2.000 werken uit de 16de eeuw.
Onder deze werken bevinden zich Lutherdrukken, de meeste van voor 1523 en gedrukt in Wittenberg. Uiteraard zijn er ook heel wat Bijbeledities, meestal met niet-gereformeerde teksten.
De humanistische werken zijn talrijk aanwezig, met uitgaven van zowel Griekse als Latijnse auteurs, naast het werk van zestiende-eeuwse humanisten.
Van West-Vlaamse auteurs treft men heel wat werk aan, met onder hen Jacob De Meyere, Joris Cassander, Joos de Damhouder en Bonaventura Vulcanius.

## Missie
In de voortuin van het Grootseminarie ligt een steen met daarin een Latijnse spreuk gebeiteld: "Timeo hominem unius libri" ("Ik vrees de mens van één boek"). Er zijn aanwijzingen dat deze zegswijze teruggaat op Thomas van Aquino (ca. 1275-1278).
Zij wijst naar de mens die maar één boek gelezen heeft, daarbij zweert en niet toegankelijk is voor andere opvattingen. Het is zeer passend dat de bibliotheek deze zin tot leuze nam. Haar collectie is immers bedoeld om mensen te verdiepen in hun levens- en geloofsopvattingen.

## Toegankelijkheid
- De bibliotheek is voor iedereen toegankelijk tijdens de kantooruren, mits afspraak met de bibliothecaris (gesloten op wettelijke feestdagen).
- Via de Opac catalogus is de collectie online consulteerbaar.
- De catalogus kan geconsulteerd worden via het internet, met een gedeelte (voorlopig) nog via de steekkaartencatalogi in de leeszaal.